# Desert Victory

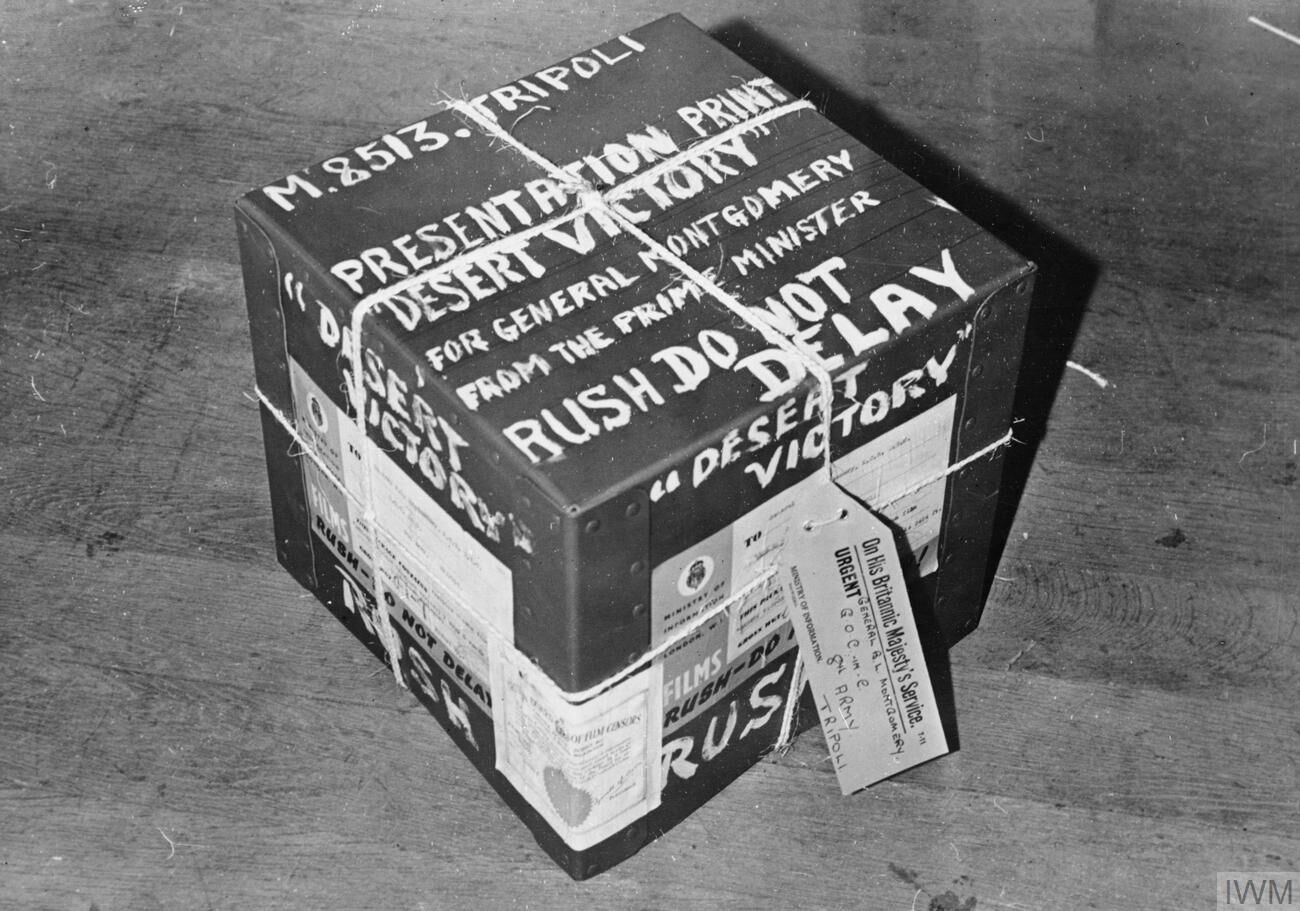
O trabalho do Ministério da Informação durante a Segunda Guerra Mundial, 1943 Uma fotografia de uma caixa contendo a impressão de apresentação do filme 'Vitória no Deserto'

Desert Victory é um filme-documentário britânico de 1943 dirigido e escrito por James Lansdale Hodson e Roy Boulting, produzido pelo Ministério da Informação do Reino Unido, a fim de promoção do país na Segunda Guerra Mundial. Venceu o Oscar de melhor documentário de longa-metragem na edição de 1944.